# Loi 10 du football
La loi 10 du football intitulée « issue d'un match » fait partie des lois du jeu régissant le football, maintenues par l'International Football Association Board (IFAB). Elle définit quand un but est marqué, et comment l'une des deux équipes remporte la victoire, ou est déclarée victorieuse en cas de match nul, si nécessaire après prolongation ou tirs au but.

## Le but marqué
Un but est marqué quand le ballon a entièrement franchi la ligne de but entre les poteaux et sous la barre transversale, sous réserve qu’aucune faute ou infraction aux lois du jeu n’ait été commise par l’équipe ayant marqué le but. 
Si le gardien de but envoie le ballon directement de la main dans le but de l’équipe adverse, un coup de pied de but est accordé à cette dernière. Si l’arbitre accorde un but avant que le ballon ait entièrement franchi la ligne de but, le match devra reprendre par une balle à terre.

## Équipe victorieuse
L’équipe qui aura marqué le plus grand nombre de buts pendant le match remporte la victoire. Quand les deux équipes marquent le même nombre de buts ou ne marquent aucun but, le match est déclaré nul.
Lorsque le règlement de la compétition exige qu’une équipe soit déclarée vainqueur après un match nul ou une confrontation aller-retour, seules les procédures suivantes sont permises (éventuellement combinées) :
- la règle des buts marqués à l'extérieur ;
- une prolongation de deux fois 15 minutes ;
- des tirs au but.

## Tirs au but
Après la fin du match, l'arbitre tire à pile ou face le but qui sera utilisé et l'équipe qui choisira de tirer en premier ou en second. 
Seuls les joueurs présents sur le terrain peuvent participer ; à l'exception du gardien, qui peut être remplacé s'il n'est pas en mesure de continuer. Chaque équipe choisit dans quel ordre les joueurs participeront. Si une équipe se retrouve en supériorité numérique avant ou pendant les tirs au but, elle doit réduire le nombre de ses tireurs et informer l'arbitre des joueurs retirés. 
Si le gardien n'est pas en mesure de continuer avant ou pendant les tirs au but, il peut être remplacé par un joueur autorisé ou ayant été retiré ou, si le nombre maximum de remplacements autorisés n'est pas épuisé, par un remplaçant. Si le gardien a déjà exécuté un tir, son remplaçant ne peut tirer lors du même passage.

### Pendant les tirs au but
Seuls les joueurs autorisés et les arbitres peuvent rester sur le terrain. Excepté celui qui exécute le prochain tir et les deux gardiens, les joueurs doivent rester dans le rond central du terrain.
Le gardien de l’équipe du tireur doit rester sur le terrain, à l’intersection entre la ligne de but et la ligne de la surface de réparation.
Le tir est terminé lorsque le ballon arrête de bouger, est hors du jeu ou quand l’arbitre interrompt le jeu pour une infraction ; le tireur ne peut rejouer le ballon.
Si le gardien commet une infraction obligeant le tir à être à nouveau exécuté, le gardien doit recevoir un avertissement.
Si le tireur est sanctionné pour une infraction commise après que l’arbitre a signalé que le tir doit être exécuté, ce tir est considéré comme raté et le tireur doit être averti.
Si le gardien et le tireur commettent une infraction en même temps le tir est considéré comme raté et le tireur reçoit un avertissement.

### Nombre de tirs au but
Les deux équipes exécutent alternativement cinq tirs au but chacune. Cette série de tirs est arrêtée si une équipe a déjà marqué plus de buts que l'autre ne pourrait le faire avec le nombre de tirs restants.
Si les deux équipes sont à égalité après leurs cinq tirs, l’épreuve se poursuit jusqu’à ce qu’une équipe ait marqué un but de plus que l’autre après le même nombre de tentatives.
Tous les joueurs autorisés doivent avoir exécuté un premier tir avant que l’un d’eux ne puisse en exécuter un second. L’ordre des tireurs peut être changé.
Le tir d'un joueur ayant quitté le terrain sera considéré comme raté si le joueur ne revient pas à temps pour exécuter son tir.

### Remplacements et exclusions pendant les tirs au but
- Un joueur, remplaçant ou joueur remplacé peut être averti ou exclu.
- Un gardien de but exclu doit être remplacé par un joueur autorisé.
- Un joueur autre que le gardien de but qui n’est pas en mesure de continuer ne peut pas être remplacé.
- L’arbitre n’arrêtera pas le match définitivement si une équipe se retrouve à moins de sept joueurs.

## Évolution de la loi 10
La règle du match à rejouer, qui avait cours avant l'invention des tirs au but, ainsi que les tirages au sort sont tombés en désuétude.
Les règles du but en or et du but en argent, un temps en vigueur dans les années 1990 et 2000, ont été abolies. 
En cas de prolongation, un nouveau tirage au sort est effectué pour déterminer les camps des équipes, et le bénéficiaire du coup d'envoi. Tous les autres paramètres (joueurs présents sur le terrain, nombre de remplacements déjà effectués, cartons jaunes et rouges distribués) restent identiques à ceux existant à la fin du temps réglementaire. Un remplacement supplémentaire en cours de prolongation peut être autorisé. 